# Fehér Katalin
Fehér Katalin (Dunaújváros, 1974. október 16. –) nemzetközileg elismert kutató és szakértő az AI stratégia, a technológiai trendkutatás és a generatív mesterséges intelligencia területén, aki magas szintű K+F+I tevékenységet folytat négy kontinensen. A globális AI-társadalom és a feltörekvő technológiák „soft power” hatásáról szóló diskurzusok egyik vezető hangja, aki hidat képez a tudományos, ipari és policy narratívák között.
Fő kutatási területei az AI társadalom, a generatív AI, az etikus és felelős MI és az előretekintő tech stratégia kutatások. Az AI Compass alapítója.
2025-ben jelent meg Generative AI, Media and Society című könyve a Routledge kiadónál. A Fulbright-(2021–22), a Bolyai (2020-2024) és ÚNKP Bolyai+ (2022-2023), az MTA KGYNK (2025- ) valamint a Horizon Europe NGI (2023– ) ösztöndíjasa, valamint az ENSZ Global Digital Cooperation, illetve Európai Unió EISMEA és MSCA szakértője. Tudományos tanácsadó az AI Horizon 25 programban az  FP10 EU Framework Programme 2028–2034 policy előkészítéséhez.
Házas, két lánygyermek édesanyja. Szenvedélye az utazás, a sport és a fotózás. 

## Tanulmányai
1999-ben a Pécsi Tudományegyetemen diplomázott filozófia, kommunikáció és média, illetve irodalom és nyelvészet szakokon. PhD-fokozatát is itt vette át, 2018-ban pedig az ELTE-n habilitált. Legutóbbi szakmai képzését 2024-ben zárta Policy for Science, Technology and Innovation szakterületen az MIT-n.

## Karrier
Szakmai tapasztalatait a televíziózásban, rádiózásban alapozta meg, Ezután több mint két évtizedes tapasztalata során egyszerre dolgozott a tudományos kutatás, a vállalati digitális transzformáció és a technológia policy és stratégia területén – összesen 4 kontinensen és 15 országban.
A transzatlanti EU Horizon NGI Enrichers professzora, a kanadai Concordia Egyetemen és a Nemzeti Közszolgálati Egyetem habilitált docense. Az AI Horizon 25 vezető tudományos tanácsadója. Az ENSZ Global Digital Cooperation, az EU EIC, MSCA, REA programok, valamint a New York University Future of Rights and Governance kezdeményezés AI szakértője. Az ECREA Mediatization elnöke, az AI Media Research alapítója és vezető kutatója, Fulbright és Bolyai alumna. Számos szakmai díjjal ismerték el munkásságát, köztük a Neumann Ezüst Gyűrű kitüntetéssel és a az AHAA-AMAT top kategóriás tudományos előadás díjával Washington D.C.-ben. Aktív tagja olyan nemzetközi tudományos és szakmai szervezeteknek, mint a Coalition for Independent Tech Research és a University of Southern California MASTS. A Routledge gondozásában megjelent könyve Generative AI, Media, and Society címmel, a D1-Q1 besorolású folyóiratokban publikált tanulmányai, valamint vezető globális és regionális AI konferenciákon betöltött plenáris előadói szerepei miatt a felelős mesterséges intelligencia és a stratégiai innováció területén irányadó hangként tartják számon.

## Szakmai tapasztalatok

### Életpálya
Fehér kezdetben a PTE-n folytatott tanulmányokat. A fejlett technológiák társadalmi hatása területén szerzett PhD fokozatot kommunikáció- és médiatudományból, majd 2018-ban habilitált az ELTE-n filozófia tudományterületen digitális transzformáció és média szakterületen. 2024-ben fejezte be a Policy for Science and Technology képzést az MIT-n Fulbright kutatóként dolgozott az Egyesült Államokban a Philadelphia Drexel University-n, és transzatlanti Horizon Europe keretben vezetett felelős mesterséges intelligencia kutatást a Concordia Egyetemen Kanadában. A New York University FORGE programjában 2023-2025 között vett részt, az ENSZ Global Digital Cooperation programjában 2024 óta szakértő. Tagja a University of Southern California MASTS és a Coalition for Independent Technology Research szakmai szervezeteknek az Egyesült Államokban.

### Kutatóként és egyetemi oktatóként
2025-ben Nemzeti Közszolgálati Egyetem habilitált docense és tudománystratégiai szakértője, 2023-tól transatlantic EU Horizon Enricher. 2021-2022-ben Fulbright kutatói ösztöndíjas volt a Drexel Universityn. Korábban a Budapest Gazdasági Egyetem Kibergazdasági Kutatóközpontjának és FHERC Kiválósági Központjának tudományos főmunkatársa. 2019-től Bolyai ösztöndíjas. Emellett a csehországi Masaryk Egyetem vendégprofesszora. Tanulmányait és tananyagfejlesztéseit többek között a Göteborgi Egyetemen, a Masaryk Egyetemen, a Máltai Egyetemen, a Taylor’s Egyetemen, a Shanghai Jiao Tong Egyetemen, az Alsó-Sziléziai Egyetemen, az Eötvös Loránd Tudományegyetemen, a Budapesti Corvinus Egyetemen és a Budapesti Gazdasági Egyetemen alkalmazzák az oktatásban és kutatásban.
2005-ben a University of Oslo, 2006-ban a New Media Institute (University of Georgia, USA) munkájába kapcsolódott be kutatóként. 2014 januárjától két éven át Malajziában dolgozott, először az ausztrál tulajdonú Taylor's University magánegyetemen szenior kutatóként és oktatóként, majd a vállalati inkubátorként működő Multimedia University MBA képzésen vendégprofesszorként.
Nemzetközi kutatásai közül kiemelendők az International Mobile Studies projekt, melyben Magyarországot képviselte a kínai University of Nottingham Ningbo] és az IGI Global Pennsylvania által vezetett globális hálózatban, illetve Go Indonesia Go Hungary  program kreatív iparági kutatása.
Hazai környezetben korábban többek között a Pécsi Tudományegyetemen, illetve annak Filozófia Doktori Iskolájában, a MOME-n, a Budapesti Corvinus Egyetemen és a Nemzeti Közszolgálati Egyetemen oktatott. Korábban a romániai Sapientia EMTE vendégprofesszora is volt. A Wolters Kluwer csoporthoz tartozó Akadémiai Kiadó vezető szerkesztője volt. A Kürt Akadémia szakmai kurzusainak és rendezvényeinek meghívott szakértője, illetve a Central Médiaakadémia marketing és média képzésének előadója.

### Szakértőként
A gyakorlatban elsősorban vállalatok digitális trendillesztésével és reputáció-menedzsmenttel foglalkozik, illetve technológia policy és stratégia felkérésekre az ENSZ-szel és Európai Uniós innovációs szervezetekkel is együtt dolgozik. Többek között olyan cégekkel és ügynökségekkel működött már együtt szakértőként, mint a Telenor, a T-Mobile, a Shell, a Microsoft, a Prezi, a Cafe Communications, a Crane, az Insomnia vagy a Morpho Communications. 

### Közéleti és tudományos tevékenység
Az AI & Society, a trendkutatás és az AI-etika aktív képviselője. Meghívott előadó vezető nemzetközi AI konferenciákon több kontinensen, a World Summit AI-tól a London School of Economics Media Futures-ig. Az ECREA Mediatization szekciójának társelnöke, emellett Q1–D1 szintű folyóiratcikkek szerzője és bírálója. Első könyve az Akadémiai Kiadónál debütált Digitalizáció és új média címmel 2016-ban, legutóbbi monográfiája 2025-ben jelent meg a Routledge gondozásában. 

### Külföldi szakmai tanulmányutak
- Kenyatta University (Kenya)
- University of Latvia (Lettország)
- Kadir Has University (Törökország)
- University of Nicosia (Cyprus)
- University of Southern California (US)
- EmTech MIT Scholarship (US)
- University of Worcester (UK)
- University of Lower Silesia  (Lengyelország)
- Haaga-Helia University of Applied Sciences (Finnország)
- Korea University Digital Media Lab (Dél-Korea)
- University of Tokyo (Japán)
- Jagiellonian University (Lengyelország)
- CIEP (Kína)
- Paul-Verlaine University (Franciaország)
- Bolyai Summer University (Románia)
- University of Oslo (Norvégia)

## Szakmai közélet
- ECREA Mediatization Vice Char
- NKFIH Mesterséges Intelligencia Koalíció delegált tagja
- NKFIH H2020 SC6 Bölcsészet- és Társadalomtudományok, szakértő
- a Tempus Közalapítvány szakértő
- Korábban a az UNESCO Információt Mindenkinek Program Információ-hozzáférés Munkacsoport, az UNESCO Magyar Nemzeti Bizottság delegáltja[40]

## Szakmai egyesületi tagságok
- AI4Media (EU)
- MediaSpace.Global (INT)
- Technology, Knowledge & Society Research Network (U.S.)
- European Communication Research and Education Association (EU)
- MediaCommons (U.S.)
- MTA Köztestületi tagság (HU)
- European Society for Aesthetics (EU)
- Magyar Kommunikációtudományi Társaság (HU)
- Korábban: EMOK (HU)

## Díjak, kitüntetések
- Multimedia az Oktatásban Ezüstgyűrű - Neumann János Számítógéptudományi Társaság (2014)
- BGF KKK Tudományos Díj, 2014
- Best paper and presentation Trends in Multidisciplinary Business and Economics Research Conference 2015
- Médiakutató publikációs díj 1. helyezés (2017)
- Tudományos Díj, BGE 2017
- BGE KKK Publikációs Díj 2017
- SMART 2018, Barcelona, Spain, Awarded Conference Paper, 1st place
- Tudományos Díj, BGE 2020
- MTA Bolyai (2020-2024) és ÚNKP Bolyai+ (2022-2023) posztdoktori ösztöndíjak
- Fulbright-ösztöndíj (USA, 2021–2022)
- TOP 3 in scientific American-Hungarian Academician presentations 2021
- MIT EmTech Scholarship (USA 2021, 2024-2025)
- AHAA/AMAT Washington D.C., Awarded presentation, TOP3 (Washington D.C., 2021)
- Transatlantic Horizon Europe NGI (EU-US-CA, 2023–2025)
- TOP3 in AI R&D PitchDeck Horizon NGI 2023
- European Commission Transatlantic NGI pitch top 3 (Rome, Italy, 2024)
- MTA KGYNK DSc-előkészítő ösztöndíj (2025- )

## Jelentősebb munkái

### Top könyvek
- Generative AI, Media, and Society (Routledge, 2025)[41]
- Digitalizáció és új média. Trendek, stratégiák, illusztrációk (Akadémiai Kiadó, 2017)[42]

### Top 5 folyóirat-publikáció
- Digital identity and the online self: Footprint strategies – An exploratory and comparative research study (Sage Journals, 2019)[43]
- Fifteen shadows of socio-cultural AI: A systematic review and future perspectives (ScienceDirect, 2021)[44]
- Trends, risks and potential cooperations in the AI development market: expectations of the Hungarian investors and developers in an international context (Emerald Insight, 2022)[45]
- Modeling AI Trust for 2050: perspectives from media and info-communication experts (SpringerNature, 2024)[46]
- Exploring AI media. Definitions, conceptual model, research agenda (Taylor & Francis, 2024)[47]

### Egyéb publikációk
- Feher, K., Vicsek, L., Deuze, M. (2024) Modeling AI Trust for 2050: perspectives from media and info-communication experts, AI & Society, Springer Nature
- Feher, K. (2024) Exploring AI media. Definitions, conceptual model, research agenda. Journal of Media Business Studies, Taylor & Francis.
- Köves, A., Feher, K., Vicsek, L. et al. (2024) Entangled AI: artificial intelligence that serves the future. AI & Society, Springer
- Feher, K., & Veres, Z. (2023). Trends, risks and potential cooperations in the AI development market. International Journal of Sociology and Social Policy, Emerald
- Feher, K. (2022). Emotion artificial intelligence.  IN. Kopecka-Piech, K. (2022). Mediatisation of emotional life: Theories, concepts and approaches. In Mediatisation of Emotional Life (pp. 9-25). Routledge.
- Feher, K., & Katona, A. I. (2021). Fifteen shadows of socio-cultural AI: A systematic review and future perspectives. Futures, Elsevier
- Katalin Feher (2020) Trends and business models of new-smart-AI (NSAI) media. Paper version of an academic plenary presentation at 2020 13th CMI Conference on Cybersecurity and Privacy (CMI) – Digital Transformation – Potentials and Challenges(51275). Link: https://ieeexplore.ieee.org/document/9322725
- Katalin Feher and Asta Zelenkauskaite (2020) AI in society and culture: decision making and values. https://arxiv.org/abs/2003.02910
- Katalin Feher (2020) Love Me AI. Outsourced decisions of self-concepts and self-love. In: Towards development of mediatization research IV Conference, Paper: 2020.11.16. 12:10 (book chapter of it in print)
- Katalin Feher (2020) Narrow AI results in narrow creativity: Concepts of creative process in a decade’s perspective from media to art In: The Artificial Creativity virtual Conference, Malmö University, Paper: 2020.11.20. 16:10.
- Katalin Feher and Istvan Boros (2020) Recommendations, best practices and key factors of smart city and smart citizenship. SMART CITIES AND REGIONAL DEVELOPMENT 4 : 1 pp. 37-55
- Feher, Katalin (2020) Mi fogyasztjuk az MI-vezérelt médiát vagy az fogyaszt (el) minket? In: Bilicz, Hanga Lilla; Sebestyén, Tamás Változás, újratervezés és fejlődés tudományos konferencia [Change, Redirection and Development Academic Conference], PTE. Prezentáció: https://ktk.pte.hu/sites/ktk.pte.hu/files/images/tudomany/rendezvenyek/50-ev/Feher_MIfogyasztas_PecsKTK50_2020.pdf, Absztraktkötet: https://ktk.pte.hu/sites/ktk.pte.hu/files/uploads/ktk50_jubileum/BookOfAbstracts_CRD_UPFBE_0.pdf
- Feher, Katalin (2019) Digital identity and the online self: Footprint strategies – An exploratory and comparative research study. Journal of Information Science. SAGE. First Published October 17. https://doi.org/10.1177/0165551519879702
- Feher, Katalin (2019) The Zoom Interference Model of New Media. A Metaphor-Based Dynamic Approach in the Jungle of Concepts. Mediatization Studies, Vol. 3. 7-20. Link: https://journals.umcs.pl/ms/article/view/8697
- Feher, Katalin (2018) Issues and Consultation Platform in Contemporary Smart or ANI Environments. Fourteenth International Conference on Technology, Knowledge, Society. New York, St. John's University, Paper 6.
- Fehér Katalin (2018) A mérföldkő elérkezett – okosból intelligens, városból ökoszisztéma, tudásmegosztásból konzultáció. Vezetéstudomány / Budapest Management Review, 49 (7-8). pp. 52–60.
- Katalin Feher (2018) Contemporary Smart Cities: Key Issues and Best Practices. In: Lasse Berntzen (Ed.) SMART 2018. Barcelona: IARIA. pp. 5–10.
- Fehér Katalin (2018) Koncepciómarketing. In: Józsa, László; Korcsmáros, Enikő; Seres, Huszárik Erika (szerk.) A hatékony marketing : EMOK 2018 Nemzetközi Tudományos Konferencia konferenciakötete. Komárno, Szlovákia : Selye János Egyetem, (2018) pp. 474–484. , 11 p.
- Feher, Katalin (2017) NetFrameWork and the Digitalized-Mediatized Self, Corvinus Journal of Sociology and Social Policy 8:(1) 111–126.
- Feher, Katalin (2017) Digital Mobilisation and Identity after Smart Turn. In: Information Resources Management Association, Psychology and Mental Health: Concepts, Methodologies, Tools, and Applications. Hershey (PA): Information Science Reference 1811-1832.
- Feher, K. (2017) Issues in Digital Identity. In: Masaryk University (ed.) 17th Annual Conference organized by the Center for Cultural Sociology and the Department of Sociology at Masaryk Universit. Brno, 2017.10.19-2017.10.21.
- Feher, K. (2017) Coded realities and transhuman singularity. In memoriam Jacques Derrida Conference, BP-Pécs, 2017.10.12-2017.10.14.
- Fehér Katalin (2017) Okos város: trendtémák és koncepciók. Iinformációs Társadalom, 17:(4) 25-38.
- Fehér Katalin (2017) A digitális identitás a személyes és a szakmai stratégiában: A téma szakirodalmának változó trendjei, valamint összehasonlító kutatási eredmények közép/kelet-európai és délkelet-ázsiai mintán. MÉDIAKUTATÓ: Médiaelméleti folyóirat, 18:(3) 9-20.
- Fehér Katalin (2017) Az újmédia alapjai. ME.DOK: Média-Történet-Kommunikáció 12:(1) 11-18. (2017)
- Fehér Katalin – Király Olívia (2017) Álhíresülés – a hamis hírek dinamikája a médiában, Századvég Archiválva 2017. augusztus 28-i dátummal a Wayback Machine-ben, 84:(2) 39–48.
- Fehér Katalin: Gyorsulunk? Az azonos idejűség érzetének nyomában In. Rab Árpád (szerk.) Csomópontok. Budapest: Gondolat Kiadó (in print)
- Feher K, Junaidy D W, Larasati D, Kovacs A, Rahardjo B. (2017) Prospects of Creative Industries and Digital Economy. Perspectives from Southeast Asia and Central Europe. In: Novák Tamás (ed.) Go Hungary – Go Indonesia: Understanding Economic and Business Issues. Budapest Business School. 133–150.
- Fehér Katalin (2016) Digitalizáció és új média Trendek, stratégiák, illusztrációk. Akadémiai Kiadó, Budapest[48]
- Fehér Katalin (2016) Online elköteleződés az automatizált és kollaboratív játékosító trendekben. Jel-Kép 5:(4) Paper 3. 15.
- Feher, Katalin (2015) Digital Identity: The Transparency of the Self. In: Jane Montague, Tan Lee Ming (ed) Asian Congress of Applied Psychology. Singapore: World Scientific. 132-143.[49]
- Fehér Katalin (2015) Milyen stratégiák mentén épül fel a digitális identitás?: Második feltáró kutatási szakasz: vállalatvezetők és döntéshozók. MÉDIAKUTATÓ. 16(2) 25-38.[50]
- Fehér Katalin (2014) Milyen stratégiák mentén épül fel a digitális identitás?: Feltáró kutatási szakasz: a munkavállalás előtt álló egyetemisták. MÉDIAKUTATÓ 15(2) 139-154.[51]
- Feher, Katalin (2014) Digital Mobilisation and identity after smart turn. In: Xiaoge Xu (ed) Interdisciplinary Mobile Media and Communications: Social, Political and Economic Implications. Pennsylvania: IGI Global 64-84.[32]
- Feher, Katalin (2014) Consumption of Metapatterns: A CDT Model for the Understanding of Patterns in New Media. JOURNAL OF INFORMATION ARCHITECTURE 5(1-2) 9-19.[52]
- Veres, Z., Feher, K., Balogh A. (2014) Impact of Corporate Network Competences on The Competitiveness of Companies EUROPEAN SCIENTIFIC JOURNAL 10:(May Special edition) 259-269.[53]
- Fehér Katalin (2013) Az Internettől az új médiáig. SZÁZADVÉG 17(66) 3-18.[54]
- Fehér Katalin (2013) Metamintázatok az új médiában. INFORMÁCIÓS TÁRSADALOM: TÁRSADALOMTUDOMÁNYI FOLYÓIRAT XIII(1) 24-30.[55]
- Fehér Katalin (2013) Digitális vállalati identitás In: Bauer András, Horváth Dóra (szerk.) Marketingkommunikáció: Stratégia, új média, fogyasztói részvétel. Budapest: Akadémiai Kiadó, 124-134.[56]
- Feher, Katalin (2013) Digital Urban identities. In: Chiara Giaccardi, Matteo Tarantino, Simone Tosoni (ed) Media and the City: Urbanism, Technology and Communication (Geography, Anthropology, Recreation). Cambridge: Cambridge Scholars Publishing, 183-191.[57]
- Fehér Katalin (2012) Új(média)marketing. In: Fojtik János, Veres Zoltán (szerk.) A nagy túlélő: időutazás a marketingben. Budapest: Akadémiai Kiadó, 377-402.[58]
- Feher, Katalin (2012) The Frameworks of New Media. In: Brian D Loader (ed) The Co-Production of Knowledge: Social Media, STS. University of York.[59]
- Fehér Katalin (2011) Interaktív performance: az új média platformjai, az ágens és a közösségek. In: Bányai Edit, Novák Péter (szerk.) Online üzlet és marketing. Budapest: Akadémiai Kiadó, 52-69.[60]
- Fehér Katalin (2008) A virtuális valóság és az új média generációja. MÉDIAKUTATÓ, 1. 83-94.[61]
- Fehér Katalin (szerk., 2007) Tanulmányok a társadalmi kommunikáció témaköréből. *Budapest: L'Harmattan Kiadó.[62]

A teljes publikációs jegyzék elérhető az MTMT és a Google Scholar felületén.

## Médiaszereplések
- Mindenki Akadémiája, Fehér Katalin: Digitális ÉN – M5 (televízióadó) 2017.04.14-i adás 2017.04.14-i adás
- A jövő városai és az okos városok[halott link] – Kék Bolygó, MTVA, 2016. 10. 03.
- Hogyan építi újjá a digitalizáció a világot? Archiválva 2017. április 22-i dátummal a Wayback Machine-ben – Mentor FM, 2016. 10. 14.
- Digitális identitás a gyakorlatban – Mentor FM, 2016. június 29.
- Okos városok – Index, 2016. május 24.
- Kütyüfüggőség és digitális detoxikálás – Metropol, 2016. február 24.
- Y-generáció és az internet[halott link] – PR Herald, 2015. április 6.
- Közösségi platformok – Nők Lapja Psziché, 2015. márciusi szám (print)
- Selfie: a trendkövetés biztonságérzetet ad[halott link] – Metropol, 2014. április 4.
- Adjuk össze: a közösség ereje – Marie Claire, 2014. júniusi szám (print)
- Tehetségsáv: digitális identitás – Civil Rádió, 2013. június 27.
- Y-generáció és közösségi média – SuperTV2, 2013. május 29.
- Közelről: internethasználati szokások – MR1 Kossuth Rádió, 2013. május 22.
- Mobilhasználati szokások – TV2, 2013. február 15.
- Négy szellem – Látszat és létezés – MTV 2012. 09. 29.